# Астрономический союз Каринтии
Астрономи́ческий сою́з Кари́нтии (нем. Astronomische Vereinigung Kärntens) — второй по величине астрономический союз Австрии. Существует с 1961 года.
Союзу принадлежат планетарий в Клагенфурте и две обсерватории — Креуцбергл (открыта в 1965 году, находится под Клагенфуртом, рефракторный телескоп 22,5 см) и Герлице (открыта в 1972 году, расположена под Филлахом, рефлекторный телескоп системы Ричи-Кретьена 67 см).